# Nicșeni
Nicşeni é uma comuna romena localizada no distrito de Botoşani, na região de Moldávia . A comuna possui uma área de 44.27 km² e sua população era de 2860 habitantes segundo o censo de 2007.